# Стены Ивановского монастыря
Стены Ивановского монастыря — часть комплекса Кирилло-Белозерского монастыря, построенная в XVI веке.

## Описание
Первоначально ограды у этой части монастыря вообще не было. В XVI веке появилась деревянная, проходившая, предположительно близко к более поздней каменной. Об деревянной стене практически нет никаких данных. Каменные стены построены в конце XVI века. От них сохранилось только два прясла: западное и восточное. Из башен сохранилась только Котельничная. Первоначально стены были высотой в 2,5 сажени и полсажени шириной. Периметр стен составлял 212 саженей. Кроме выше названной Глухой башни были ещё Кузнечная и ещё одна наугольная, о которой ничего не известно (юго-восточная). От первоначальной Кузнечной башни остался только фундамент 7,5 саженей на 7 саженей, ещё известно что нижний ярус её имел крестовые своды. В стенах двое ворот: Водосвятские в западном прясле и Святые в восточном. Последние сейчас заложены, однако всё таки прослеживается сходство с Святыми вратами Успенского монастыря: в арки, для пеших и конных. Над святыми вратами была четырёхугольная башня в два яруса с 18 окнами и высотой до 5 саженей. Украшение пятиугольными впадинами также роднит Святые врата между собой. Южное прясло исчезло при постройке стен Нового города.

## Галерея
- Северная часть Западного прясла изнутри
- Святые врата, вид с запада
- Святые врата, вид с востока, виден основной декор
- Юго-восточный угол, стык стен
- Западное прясло, между рекой и Водосвятскими воротами, вид с востока
- Юго-восточный угол, стык стен с востока
- Западное прясло вид с запада, между воротами и стеной Нового города
- Разрушенные откосы Святых врат с востока
- Северная часть восточного прясла, видна надстройка над лопатками
- Граница кузницы и место старой кузнечной башни
- Северная часть восточного прясла
- Устройство крыши над западным пряслом
- Западное прясло, 1978 год
- Западное прясло
- Южная часть западного прясла изнутри
- Южная часть восточного прясла изнутри
- Южная часть восточного прясла снаружи от лопатки до лопатки
- Южная часть восточного прясла снаружи